# بيروغليفيدات
البيروغليفيدات أو الغليفيدات النارية (بالإنجليزية: Pyroglyphidae)‏ هي عائلة من السوس غير المتطفل، وتشمل سوس غبار المنزل الذي يعيش في مساكن البشر، تعيش العديد من الأجناس في جحور وأعشاش حيوانات أخرى، ويتغذى بعضها على المنتجات المجففة المخزنة في ظروف رطبة.
سوس هذه العائلة صغير جدا، على سبيل المثال أنثى سوس غبار المنزل الأمريكي (المقتضمة الفارينية) يبلغ طولها 420 ميكرون وعرضها 320 ميكرون، مع كون الذكر أصغر حجما قليلا.

## تأثيل
ترجع التسمية الإنجليزية إلى حقيقة أن سوس الغبار يسبب التهاب الجلد، مع حكة شديدة وطفح أحمر. ووُصفت هذه الحالة بأنها تشبه حروق تسببها النار على الجلد، مع شعور «حارق» بالحكة ومنه جائت اللاحقة 'Pyro' في الاسم الأجنبي.